# Comté d'Allegany (New York)
Pour les articles homonymes, voir Comté d'Allegany.
Le comté d'Allegany (en anglais : Allegany County) est l'un des 62 comtés de l'État de New York, aux États-Unis. Le siège de comté est Belmont.

## Toponymie
Le nom du comté vient d'un mot donné par les Indiens Delaware et utilisé par les colons de l'ouest de l'État de New York pour un sentier qui suivait la rivière Allegheny.

## Géographie
Sa superficie est de 2 678 km2, dont 10 km2 d'eau.

## Population
La population du comté s'élevait à 46 456 habitants selon le recensement de 2020.
| Groupe                           | Comté d'Albany | New York | États-Unis |
| -------------------------------- | -------------- | -------- | ---------- |
| Blancs                           | 96,2           | 65,8     | 72,4       |
| Afro-Américains                  | 1,1            | 15,9     | 12,6       |
| Métis                            | 1,4            | 3,0      | 2,9        |
| Asiatiques                       | 0,9            | 7,3      | 4,8        |
| Autres                           | 0,4            | 7,5      | 6,4        |
| Amérindiens                      | 0,2            | 0,6      | 0,9        |
| Total                            | 100            | 100      | 100        |
|                                  |                |          |            |
| Hispaniques et Latino-Américains | 1,4            | 17,6     | 16,7       |